# Cosme II de Mèdici
Cosme II de Mèdici o Cosme II de Toscana (Florència, Gran Ducat de Toscana 1590 - íd. 1621) fou un membre de la família Mèdici que va ser Gran Duc de Toscana entre 1609 i 1621.

## Orígens familiars
Va néixer el 12 de maig de 1590 a la ciutat de Florència sent el fill primogènit del Gran Duc Ferran I de Mèdici i Cristina de Lorena. Fou net per línia paterna de Cosme I de Mèdici i Elionor de Toledo, i per línia materna de Carles III de Lorena i Clàudia de Valois.
Fou germà, entre d'altres, d'Elionor de Mèdici; Caterina de Mèdici, casada amb Ferran I de Màntua; Francesc de Mèdici; Carles de Mèdici; i Clàudia de Mèdici, casada successivament amb Frederic Ubald della Rovere i Leopold V d'Àustria.

## Núpcies i descendents
Es va casar el 19 d'octubre de 1608 a la catedral de Florència amb l'arxiduquessa Maria Magdalena d'Àustria, filla de Carles II d'Estíria i Maria Anna de Baviera. D'aquesta unió nasqueren:
- Maria Cristina de Mèdici (1609-1632)
- Ferran II de Mèdici (1610-1670), Gran Duc de Toscana
- Joan Carles de Mèdici (1611-1663), cardenal
- Margarida de Mèdici (1612-1679), casada el 1628 amb Odoard I de Parma
- Mateu de Mèdici (1613-1667)
- Francesc de Mèdici (1614-1634)
- Anna de Mèdici (1616-1676), casada el 1646 amb Ferran Carles d'Habsburg
- Leopold de Mèdici (1617-1675), cardenal

## Ascens al poder
De caràcter dèbil i malaltís va ser nomenat Gran Duc de Toscana a la mort del seu pare, ocorreguda el febrer de 1609. En la seva política exterior intentà establir una equidistància entre les dues grans potències del moment, el Regne de França i el Regne d'Espanya. Va fer tancar el banc familiar i va continuar amb les tasques de mecenatge, protegint Galileo Galilei, el qual anomenà els satèl·lits galileans amb el nom de Cosmica Sidera (en català: "estrelles de Cosme").
Morí precipitadament el 28 de febrer de 1621 a la ciutat de Florència, sent enterrat a la Basílica de Sant Llorenç de Florència.